# Thor Görans
Thor Görans är ett dansband i Örnsköldsvik i Sverige , bildat 1976 och nedlagt efter den sista spelningen, som gjordes i Lycksele den 8 april 2006. Thor Görans började spela igen hösten 2013.
Singeln "Det är okej, bara du älskar mig" gick in på första plats i Norge. Bandet var 1994 först med att spela in sången "Till min kära", som året därpå blev en stor hit med Streaplers.
En comeback gjordes för en enda spelning i norra Norge den 4 augusti 2007 tillsammans med Kikki Danielsson och Roosarna. 2010 meddelades att man återigen skulle återförenas.

## Diskografi

### Album
- Svunna tiders lycka - 1982
- Glöm ej bort det finns rosor - 1984
- Lyckans dag - 1989
- Känslor mellan två - 1990
- Judy - 1992
- Ta mig hem - 1996
- En på miljonen - 2000
- Ändrade planer - 2003
- Tillbaka igen - 2011
- Världens Under - 2014
- 40 år på vägarna - Jubileums-CD - 2015
- Lika barn leka bäst - 2016

### Medverkan på album
- Soundtrack: Black Jack - 1990

## Melodier på Svensktoppen
- "I mitt innersta hjärta" - 1993
- "Att älska så här" - 1996
- "Ingen som du" - 1997
- "En vän för livet" - 1998-1999
- "Små ögonblick" - 1999
- "Ett hjärta som älskar" - 1999
- "Säg att du längtar" - 2000
- "När alla gått hem" - 2002

### Försök, men misslyckanden att komma in på Svensktoppen
- "Älskar du mej" - 1998
- "En på miljonen" - 2000
- "Med fötterna på jorden" - 2001